# Chiesa di Santa Maria della Pieve (Arezzo)
La chiesa di Santa Maria della Pieve è un luogo di culto cattolico del centro storico di Arezzo, situato nel corso Italia.

## Storia
La pieve di Santa Maria è uno degli edifici di culto più importanti di Arezzo. Spicca nel panorama architettonico italiano per bellezza e per complessità, poiché la si può collocare in un periodo di transizione tra il romanico e il gotico. L’edificio sacro è definito nelle fonti più antiche «Plebs Sancte Marie in Gradibus»; tale appellativo è stato motivo di confusione in passato, poiché esiste un'altra chiesa che ne presenta uno simile: quella di Santa Maria in Gradi, monastero dipendente dalla camaldolese Badia di Agnano.
Nel III secolo d.C. il luogo dove si trova la pieve era extraurbano, mentre in età imperiale si trovava all'interno della città in espansione: vi erano edifici prestigiosi e un edificio sacro. A ovest dell'area correva la via consolare Cassia vetus o Clodia, che a partire dalla località Olmo attraversava il foro romano posto a nord dell'area della pieve, dove oggi sono i giardini del Praticino e del Prato. A ovest era situato un tempio pagano, nell'area in cui nell'Alto Medioevo fu costruita la chiesa di San Pietro Maggiore, sostituita poi dall’odierna cattedrale dei SS. Pietro e Donato. 
La prima fase costruttiva della pieve risale all'epoca paleocristiana, intorno al V-VI secolo d.C., sul luogo dell'ultimo miracolo di san Donato. È stata avanzata l’ipotesi che l’edificio fosse anche la primigenia cattedrale intra moenia della città. È probabile che la chiesa paleocristiana avesse già un battistero, poiché la necessità di costruire una chiesa battesimale nel suburbio era data dalla lontananza della pieve dalla cattedrale cittadina, situata sul colle del Pionta; nella fase altomedievale doveva esserci sicuramente il fonte battesimale, probabilmente all'esterno a sinistra della facciata. Molti studiosi riconoscono nell’edificio inferiore la chiesa paleocristiana, ma non mancano le opinioni discordanti.
Non ci sono fonti documentarie che riguardano l’edificio durante il periodo longobardo carolingio e post-carolingio, ma è in questo periodo che è da collocarsi la seconda fase edilizia della chiesa, di cui però non conosciamo le caratteristiche: infatti, sebbene la veste attuale della pieve sia databile tra il XII e il XIII secolo, è attestato che sorge su di un edificio dell'XI secolo. Le irregolarità della pianta sono causate da una sequenza costruttiva non lineare e dal terreno scosceso su cui è costruito l'edificio.
La prima notizia inerente alla pieve risale al 1009, anno in cui il vescovo Elemperto (vescovo di Arezzo tra il 986 e il 1010) l’avrebbe fatta costruire sull'area in cui sorgeva il tempio di Mercurio: un’epigrafe del 1680 sul primo pilastro a destra parla di un tempio pagano dedicato a questa divinità. I ritrovamenti archeologici suggeriscono però che si tratti verosimilmente di un edificio pubblico di età augustea.
Tuttavia, la struttura attuale è stata iniziata nel XII secolo grazie ai finanziamenti e alla collaborazione del comune di Arezzo. La fase romanica si colloca nella prima metà di quel secolo, quando i vescovi avevano scelto come sede abitativa un palazzo presso la pieve. Si scelse di realizzare un edificio più imponente e solenne, ma anche in questo caso non ci sono documenti specifici sulla costruzione, su cui si possono fare solo ipotesi. Con tutta probabilità le dimensioni sono analoghe alla pieve che tuttora possiamo ammirare. 
Il presbiterio sopraelevato si colloca in continuità con quelli realizzati in Padania, in Emilia e a Firenze. Al posto dei pilastri dovevano esserci colonnati, una soluzione prediletta anche in Casentino e in Valdarno superiore. La ricostruzione dell’aspetto esterno è più complessa, ma si può ipotizzare che si allineasse a quello delle altre pievi del territorio aretino, come la pieve di S. Eugenia al Bagnoro o la pieve di Socana. Esternamente al presbiterio, l’abside che si affaccia su Piazza Grande, seppure molto rimaneggiata, denuncia una chiara ispirazione pisana, essendo spartita verticalmente in tre ordini sovrapposti, costituiti il primo da arcature cieche, il secondo e il terzo da logge. 
Nel XIII secolo la chiesa fu dotata di una nuova facciata, costruita a ridosso di quella precedente, per rendere ancora più monumentale l’edificio. Le colonne dei primi due ordini sorreggono arcatelle a sesto pieno, mentre quelle dell’ultimo sostengono un sistema architravato. Per tale impostazione è stato proposto un confronto con la facciata di Nôtre-Dame di Digione, sebbene nella pieve siano assenti le gargouilles che popolano la collegiata francese.
La torre campanaria fu aggiunta a partire dalla fine del XIII secolo ed è stata terminata soltanto nel 1330. 
Nel XIV secolo si verificò l'aggiunta di numerose cappelle, di edicole e di affreschi, quasi completamente scomparsi.
Grandi lavori di trasformazione della pieve furono realizzati da Giorgio Vasari tra il 1560 e il 1563. L'aretino volle realizzare per la chiesa, dove la famiglia aveva in precedenza una più modesta cappella, un grande altare ligneo composto da più tavole dipinte, da collocarsi all'altare maggiore, con al centro la Vocazione dei Santi Pietro e Matteo, realizzata dieci anni prima per Pio IV e poi restituitagli. Da documenti esistenti, si dà per certo che i resti di Giorgio Vasari e della moglie Nicolosa de Bacci, posti insieme in un'urna, riposino dentro la tomba che si trova sotto il pavimento della chiesa. La grande 'macchina' vasariana fu espulsa dalla chiesa nel 1864 e si trova oggi nella Badia delle Sante Flora e Lucilla.
Nel 1579 la chiesa fu al centro dell'interesse e del dibattito artistico: in quell'anno la Madonna del Popolo di Federico Barocci fu posta all'altare della Fraternita dei Laici. Questo dipinto, oggi agli Uffizi, fu una pietra miliare del rinnovamento artistico, in direzione del superamento del Manierismo, e fu enormemente ammirato e frequentemente visitato da molti artisti, soprattutto toscani, del periodo tra il tardo Cinquecento e l'inizio del Seicento.
Nel corso dei secoli XVI, XVII e XVIII la chiesa fu modificata internamente con stuccature e decorazioni di gusto barocco, ma tra il 1862 e il 1875 nuovi restauri eliminarono tutte queste aggiunte, con lo scopo di riportare la chiesa al suo aspetto romanico originario.

## Descrizione

### Esterno

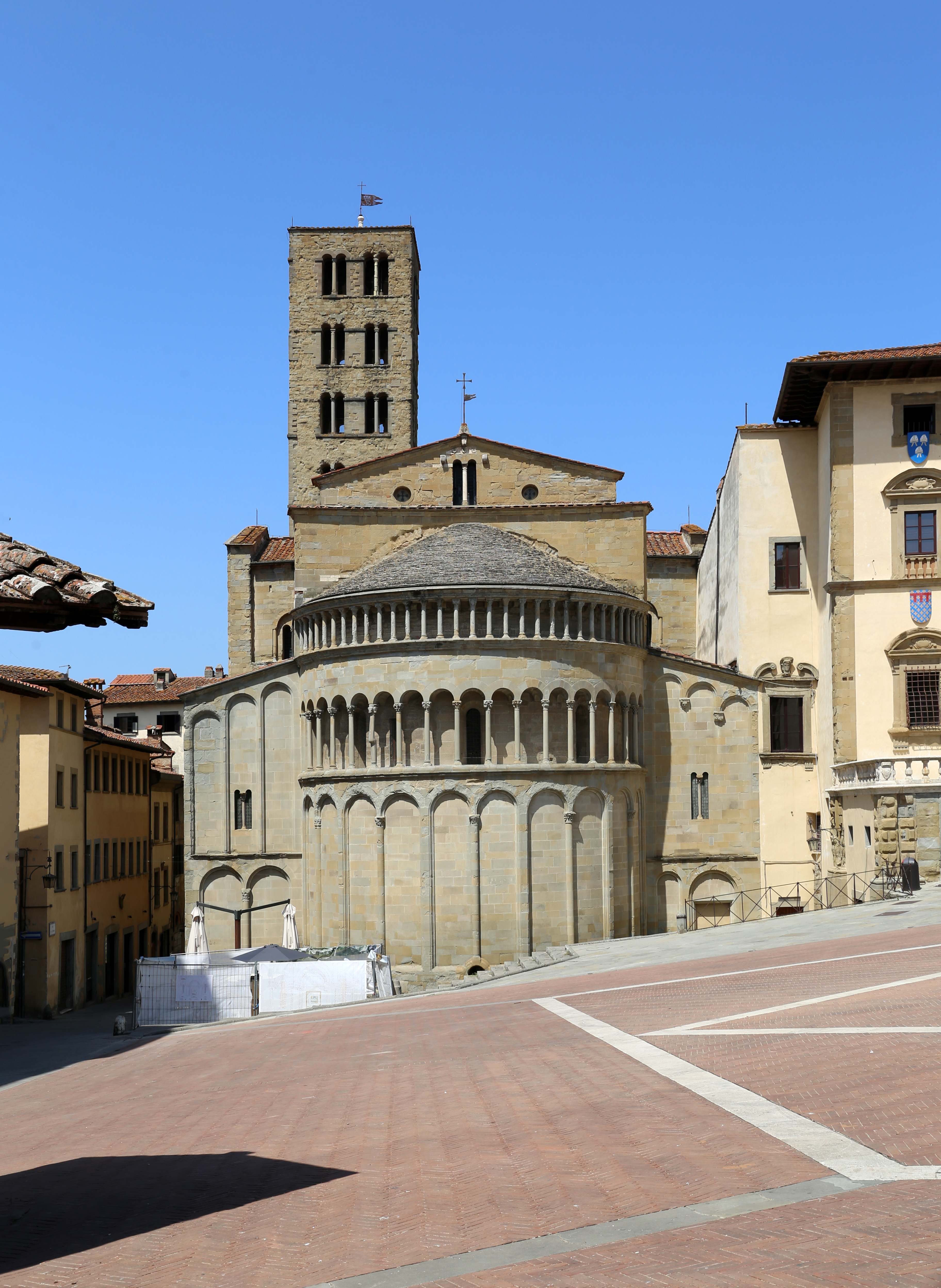
Esterno dell'abside e del campanile

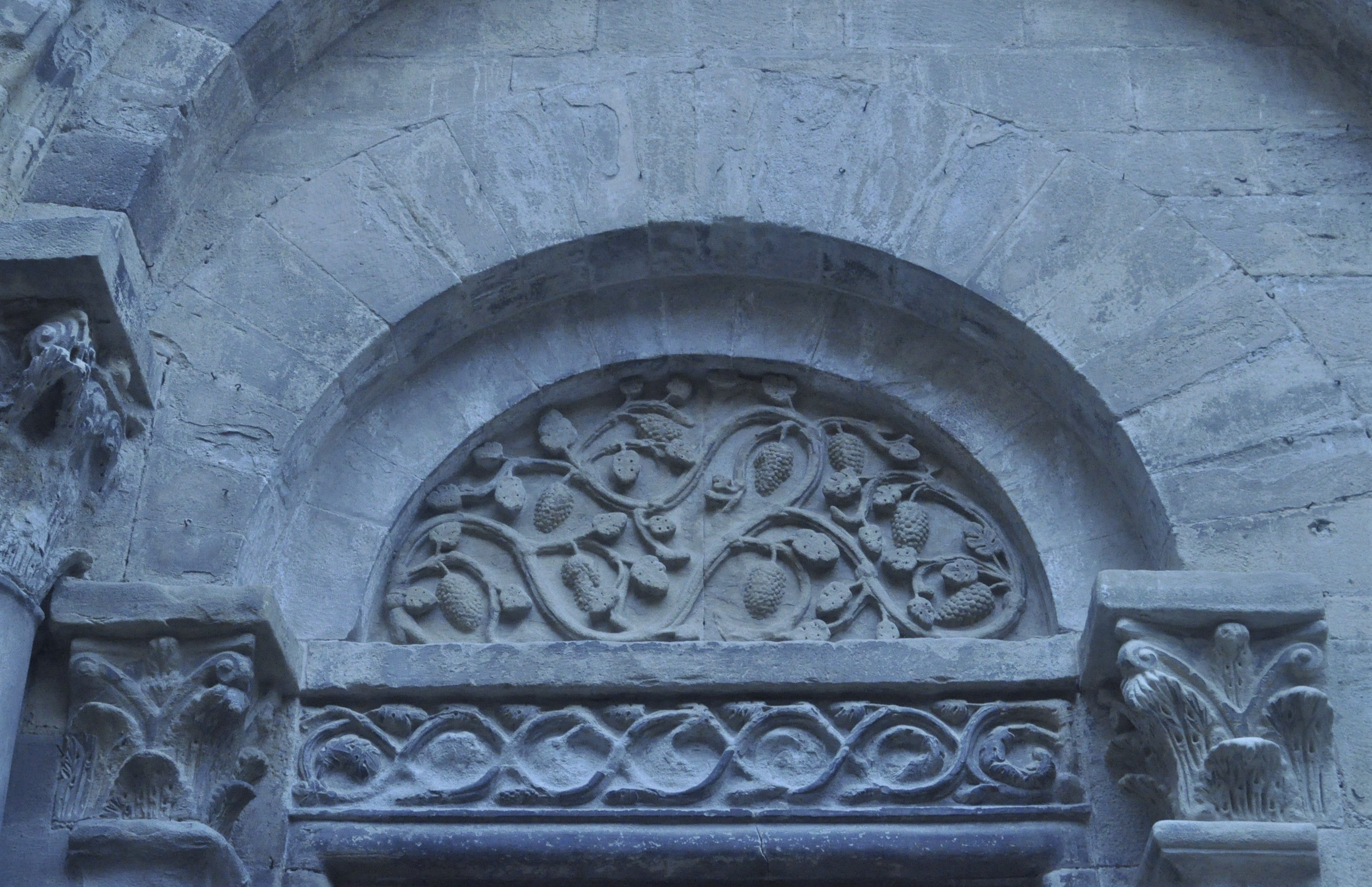
Lunetta del portale a sinistra

La chiesa di Santa Maria della Pieve è situata nel centro storico di Arezzo, tra corso Italia, sul quale prospetta la facciata, e piazza Grande, su cui prospetta l'abside.
La facciata, ricostruita nel XIII secolo, è spartita in quattro ordini sovrapposti: il primo, terreno, è costituito da cinque arcate di cui quattro cieche; le tre superiori presentano colonne che si fanno via via più fitte salendo verso l’alto; l'ultima, più in alto, è ad architrave. Il coronamento della facciata è privo di timpano.
La pieve è dotata di quattro portali: tre in facciata e uno aperto nel fianco meridionale lungo via di Seteria. Sui capitelli delle semicolonne del portale laterale sono raffigurati Sansone che uccide il leone, a sinistra, e il momento in cui lo sbrana, a destra, mentre l’architrave è realizzato con i pezzi altomedievali. La decorazione della lunetta presenta nastri intrecciati che racchiudono elementi vegetali, grappoli d’uva, croci e una figura umana di cui si intravedono la testa, le mani che afferrano i grappoli e i piedi. Nella lunetta del portale destro è rappresentato il Battesimo di Cristo. Il portale sinistro è costituito da modanature che incorniciano un rigoglioso girale con grappoli, che potrebbe rievocare il tema simbolico della lunetta di quello meridionale. Attraverso i tre portali l’uomo segue un preciso itinerario: egli è posto fin dall’origine nelle mani di Dio e chiede, attraverso l’avvicendarsi delle stagioni e il suo lavoro, la protezione della Madre di Dio. Il portale centrale presenta, infatti, la Vergine fra due angeli e una teoria di santi, con la firma dell'artista Marchio.
L'archivolto con le personificazioni dei Mesi

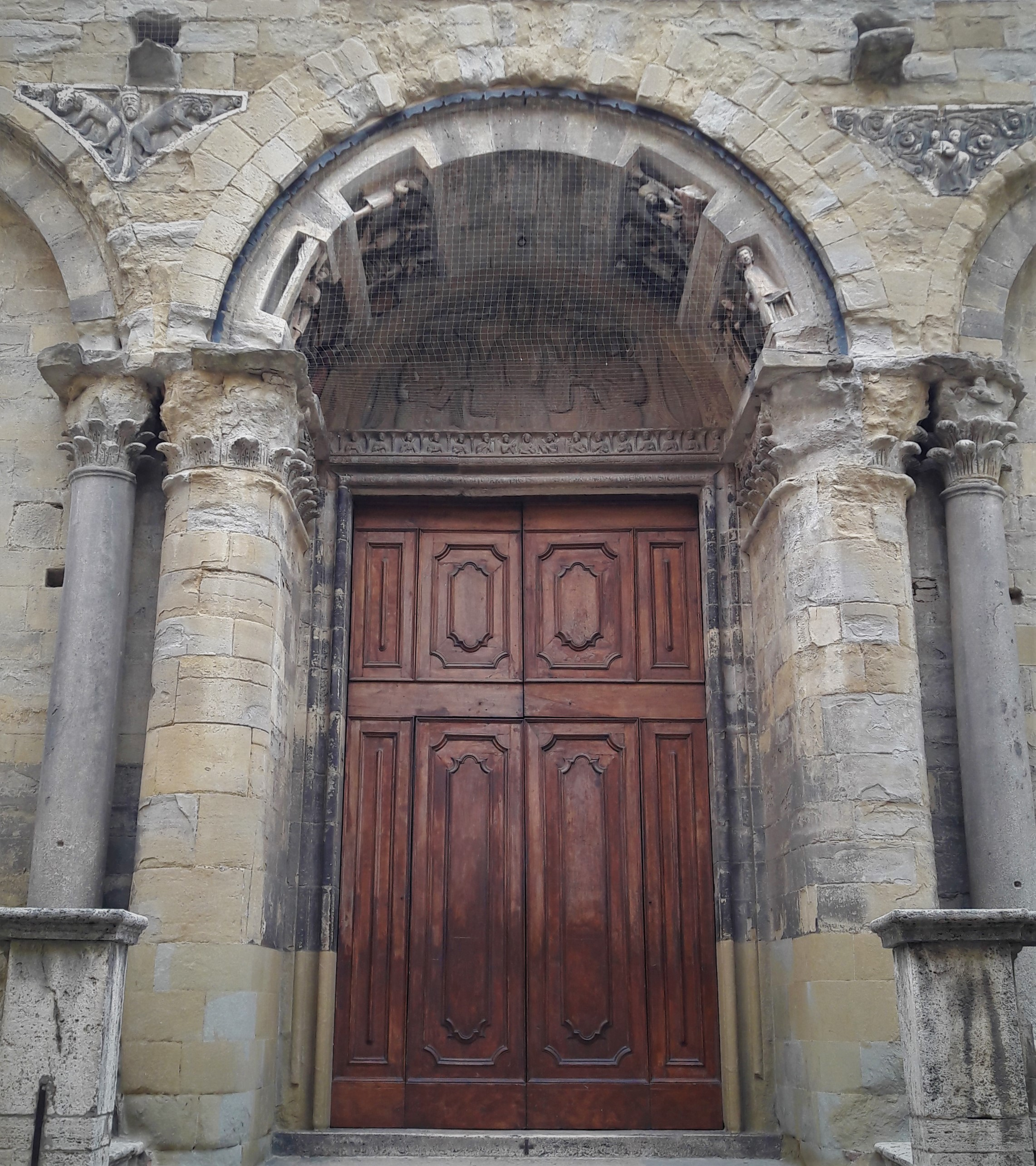
Portale maggiore

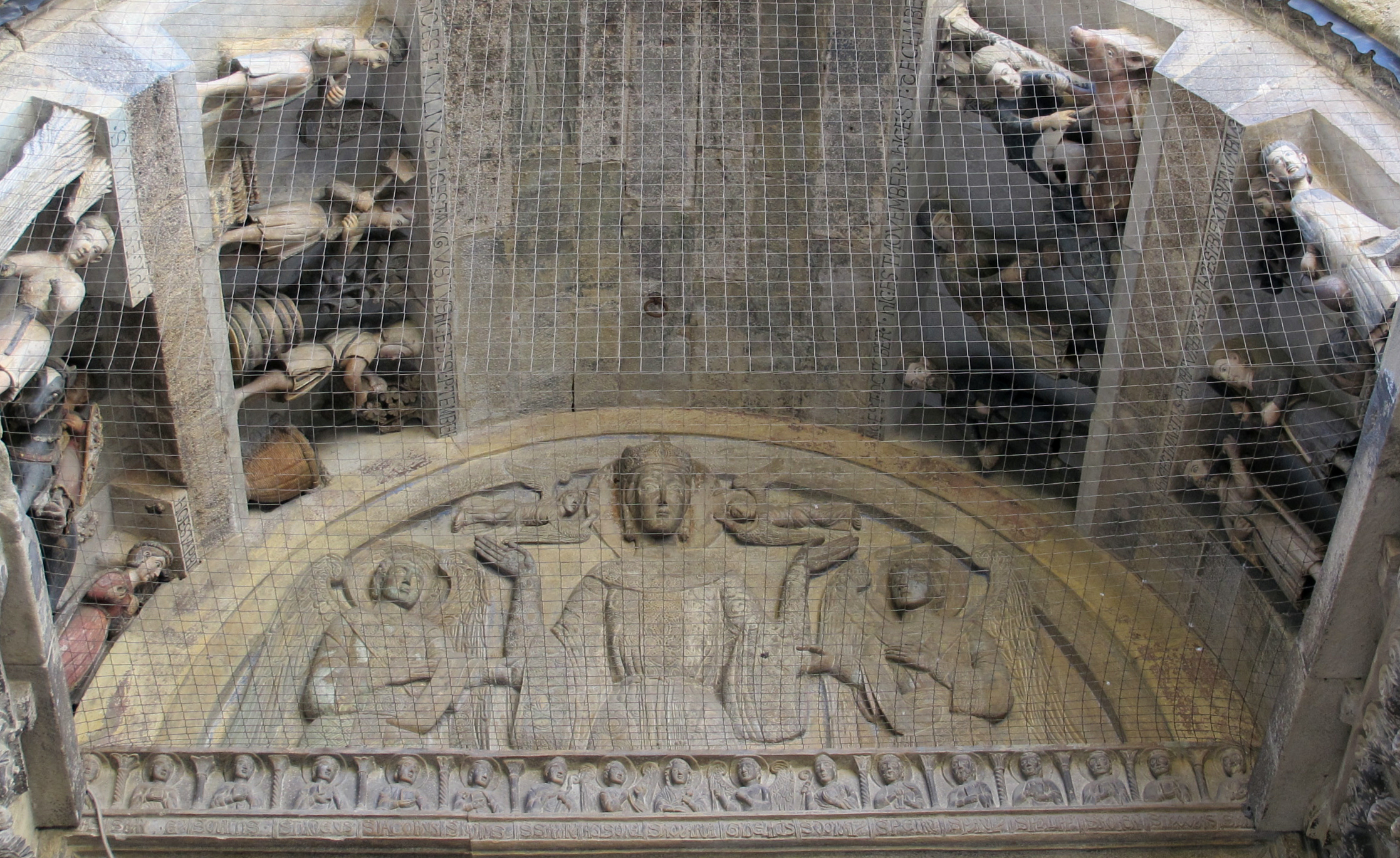
Archivolto con i Mesi

Le raffigurazioni dei Mesi nell'imbotte del portale sono oggi attribuite a un maestro nordico, forse un allievo o un collega del Maestro dei Mesi di Ferrara. Il ciclo scultoreo è databile non oltre il quarto decennio del XIII secolo; le sculture sono distribuite a destra e a sinistra dell’archivolto, a gruppi di tre, e sono caratterizzate da una straordinaria policromia, recuperata dopo un lungo restauro. La serie inizia in basso a destra a ridosso della facciata con Gennaio, seguono Febbraio e Marzo. Il percorso riparte sul lato opposto ad andamento inverso (il senso di lettura è dunque bustrofedico) e appaiono Aprile, Maggio e Giugno. Il secondo semestre si apre con Luglio, posto immediatamente sopra il Mese precedente, seguito da Agosto e Settembre a ridosso del portale. L’ultima terzina è composta da Ottobre, Novembre e Dicembre che sovrasta Gennaio, suggerendo in tal modo il percorso ciclico della successione annuale. Tutte le scene, a eccezione di quella con Maggio, recano nella parte superiore l’iscrizione «HIC EST» seguita dal nome del mese, mentre solo Gennaio è preceduto dall'attributo «BIFRONS». La scrittura è gotica e presenta alcune particolarità, come la «A» alla greca, la «H» minuscola, la «D» di derivazione onciale e la «N» invertita. Una completa inversione delle lettere si registra nelle didascalie di Febbraio e di Giugno: le iscrizioni sarebbero state invertite per assecondare i gesti dei contadini raffigurati, invitando lo spettatore a seguire la narrazione in quel determinato verso. Gennaio, impersonificato da Giano bifronte, è seduto su uno sgabello davanti al focolare. Il personaggio regge una brocca che potrebbe alludere al segno zodiacale, l’Acquario, e brinda con una coppa mentre si scalda al fuoco, sopra cui sono appesi un paiolo e degli insaccati. Febbraio è intento a potare un ramo secco da un albero. Marzo è rappresentato come Marcius Cornator, ovvero «suonatore di corno», ed è l’ultima scultura della prima fascia. Aprile è il primo personaggio della fascia sinistra, rappresentato secondo l’iconografia del Re dei fiori: indossa una tunica drappeggiata, un mantello, scarponcini e una corona floreale posta sulla chioma. Maggio occupa uno spazio maggiore rispetto agli altri mesi poiché è rappresentato insieme al suo destriero, secondo l’iconografia di Maggio cavaliere. Giugno è un giovane mietitore; la figura è mutila al livello dei polsi, ma verosimilmente doveva reggere un fascio di spighe e un falcetto. Il mese di Luglio è frammentario, ma il confronto con gli altri cicli scultorei antelamici consente di riconoscere la scena della trebbiatura. Agosto è rappresentato nell’atto di assestare i cerchi alle doghe di una botte. Settembre chiude la triade: la figura è raffigurata nell’atto di vendemmiare, ponendo i grappoli all’interno della cesta intrecciata posta alla sua destra. Gli ultimi tre Mesi si trovano nella fascia superiore destra. Ottobre è un contadino intento a seminare il grano, ha una barba lunga, indossa una veste e dei calzari. Novembre è abbigliato con le tipiche vesti invernali ed è raffigurato mentre sradica le rape. Dicembre è intento a uccidere il maiale di cinta senese, come si evince dalla striscia bianca, trattenendo una zampa con la mano sinistra e affondando il coltello nella gola dell’animale con la destra.
Campanile
Sulla destra della facciata si erge la torre campanaria detta «delle cento buche», iniziata nel 1216 e terminata nel 1330, come indica un’iscrizione all’interno della pieve, in lingua volgare e in calligrafia gotica. La struttura, realizzata in pietra arenaria, è alta circa 50 metri ed è rafforzata da un contrafforte-lesena, forse aggiunto per motivi di ordine statico-strutturale. Il campanile è così definito in riferimento alle finestre, che in realtà sono 80: 40 bifore, 10 per ogni lato abbinate su cinque piani. La denominazione «delle cento buche» potrebbe nascere per arrotondamento; qualche studioso ha proposto l’esistenza di un sesto piano scomparso, ma non esistono prove che possano supportare tale teoria.
Sulla parte posteriore della chiesa è la grande abside semicircolare, decorata con arcate cieche a tutto sesto e monofore che danno luce all'interno e alla cripta.

### Interno

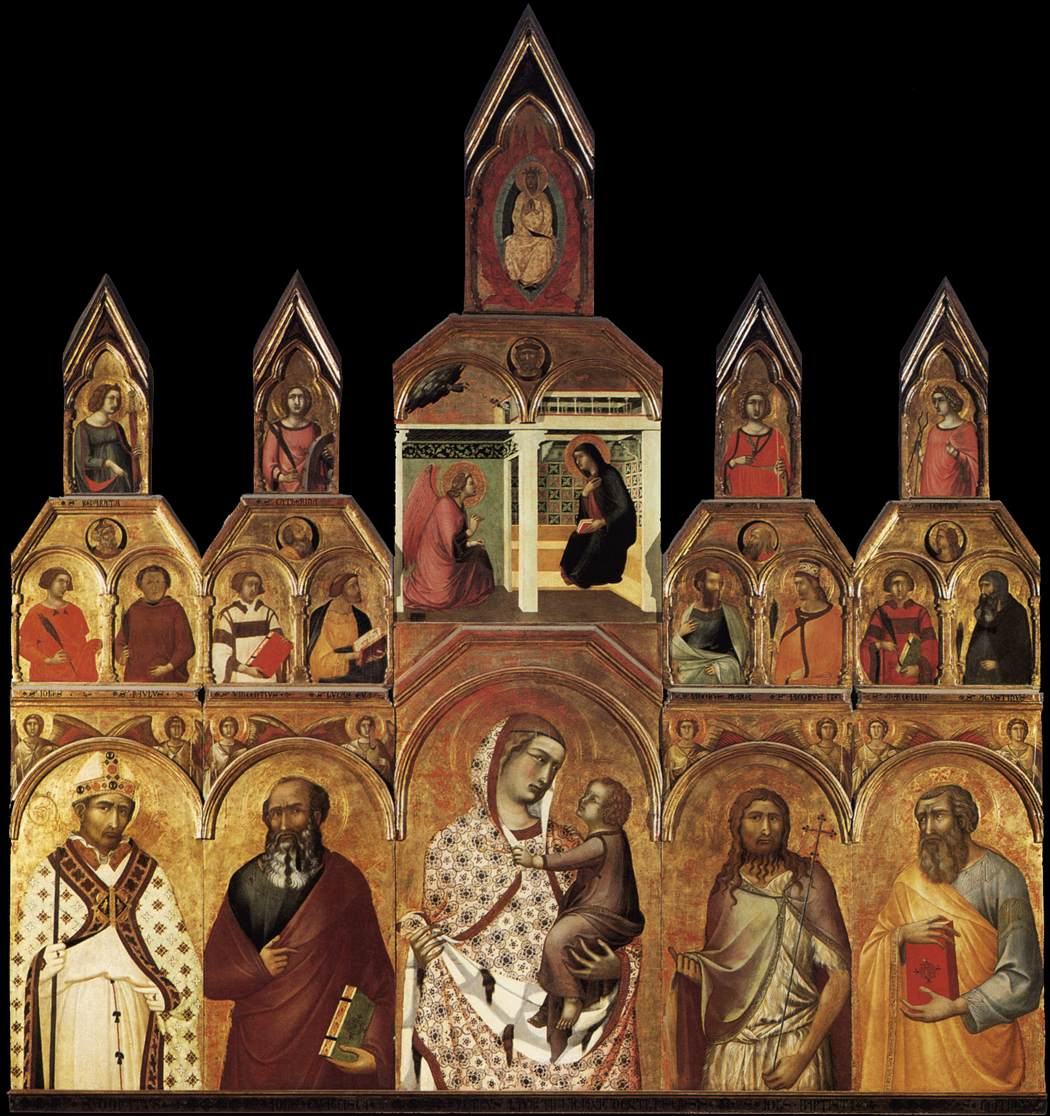
Il polittico di Pietro Lorenzetti

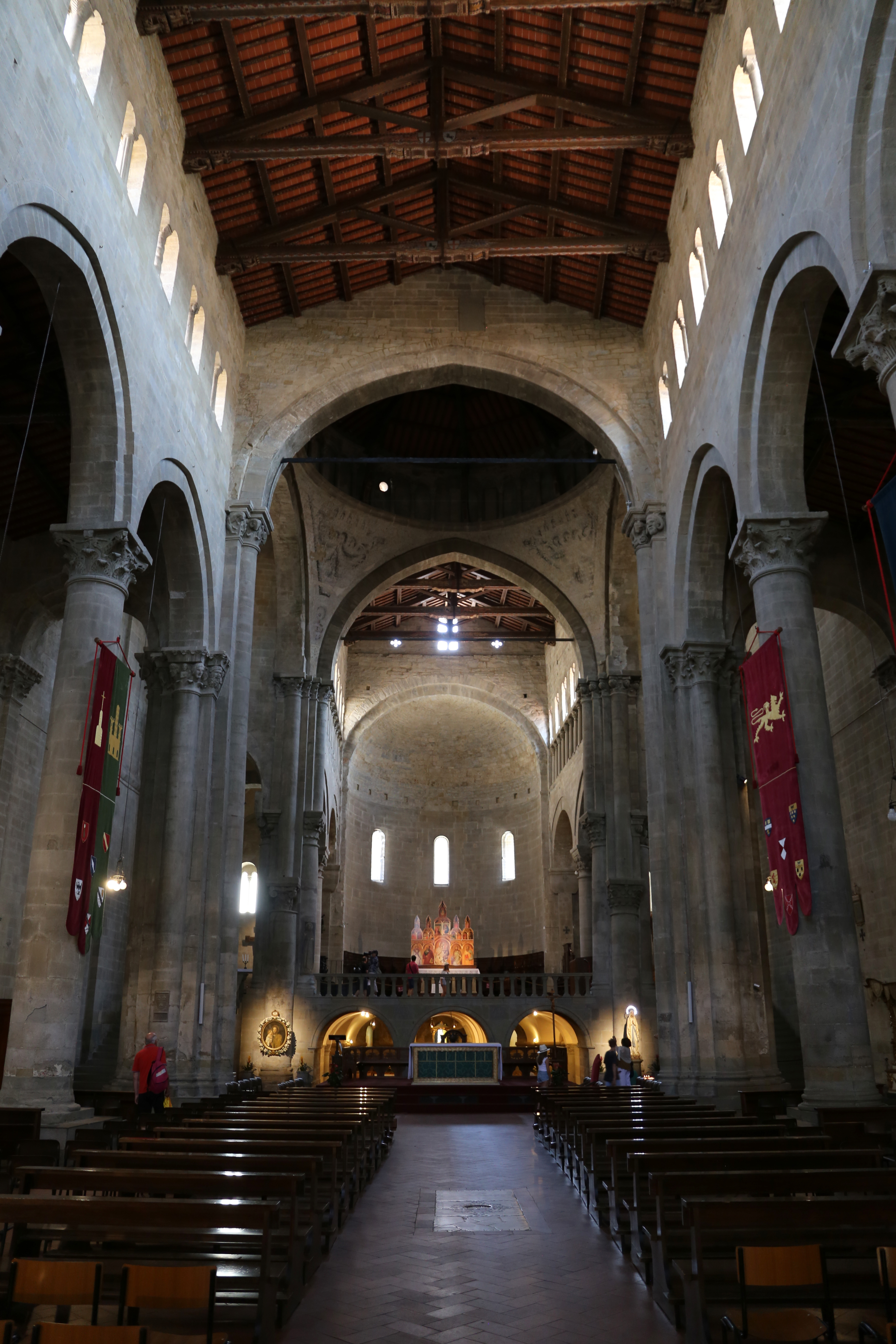
L'interno

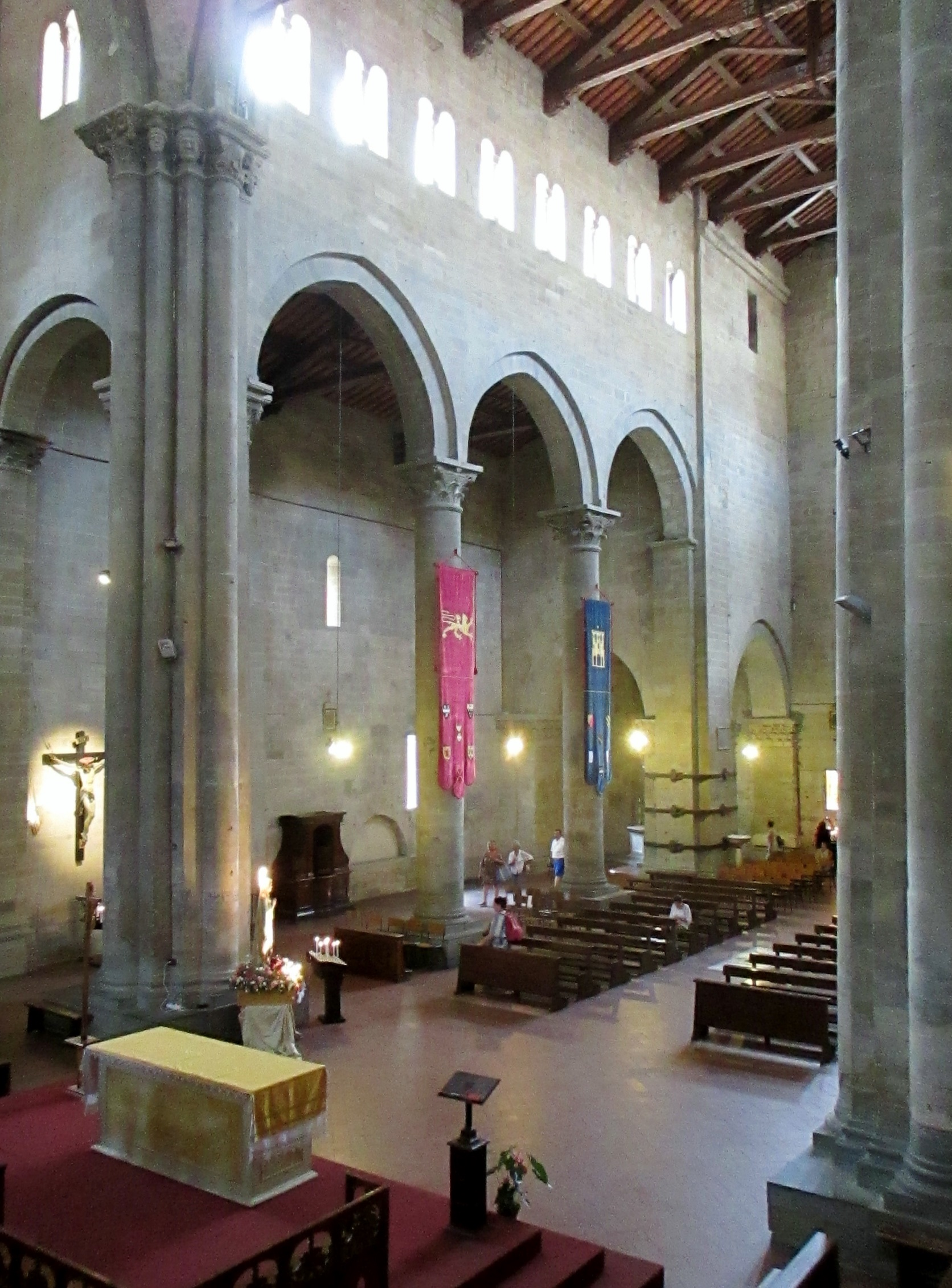
Scorcio verso la navata

L’edificio presenta un impianto a tre navate divise da colonne, coperte da capriate lignee. Al di sopra dell'incrocio con il transetto non sporgente, sono pilastri polistili che dovevano reggere una cupola, mai completata a causa dei problemi di statica. Il presbiterio è rialzato, con cripta sottostante. La lunghezza interna dell’edificio misura dal portale all’abside 54 metri, la larghezza è di 25 metri, mentre l’altezza è poco meno di 30 metri.
In controfacciata, a destra del portale centrale, è un bassorilievo marmoreo raffigurante l'Adorazione dei Magi di autore ignoto, databile all'XI-XII secolo.
Nella navata destra è il fonte battesimale, di forma esagonale e con formelle raffiguranti Storie di san Giovanni Battista, opera di Giovanni d'Agostino (1332-1333). Più avanti è appeso un Crocifisso ligneo di Taddeo Curradi, forse dell'ottavo decennio del Cinquecento.
Al presbiterio si accede tramite due scalinate laterali. In esso si conservano alcune arcate e capitelli dell'edificio del XII secolo, ma l’ornamentazione sopra le arcate, con colonnette e bifore, appartiene al secolo successivo. Nel presbiterio è il polittico con la Vergine col Bambino e i santi Giovanni Evangelista, Donato, Giovanni Battista e Matteo, commissionato nel 1320 a Pietro Lorenzetti da Guido Tarlati, qui arciprete e poi vescovo. Le pareti dell'abside erano un tempo affrescate dallo stesso Pietro Lorenzetti su incarico del Tarlati, ma sono andati perduti nei secoli XVII e XVIII a causa dei rifacimenti barocchi, nel XIX secolo per il recupero dello stile romanico. Rimane sul pilastro a sinistra un affresco con San Francesco e San Domenico, che Vasari attribuiva a Giotto, ma che è di un pittore che a lui si ispirava, recentemente identificato con Andrea di Nerio, databile agli anni trenta del Trecento.
Nella cappella a sinistra è un Crocifisso attribuito a Margarito sulla base dei confronti con la Madonna col Bambino del Santuario di Santa Maria delle Vertighe, anch’essa del pittore, databile non prima del 1220; la croce presenta la tipologia del Cristo Triumphans ed era posta sull’altare maggiore.
Sotto il presbiterio è la cripta, risalente al XII secolo e rimasta completamente interrata fino al XVI secolo. Riscoperta e rimaneggiata nella seconda metà del XIX secolo, si presenta poco profonda in relazione al piano di calpestio della chiesa ed è divisa da tozze colonne. Essa custodisce il Busto reliquiario di San Donato vescovo in Arezzo e suo patrono, in argento dorato, sbalzato e cesellato, con applicazioni di parti fuse, smalti traslucidi e opachi, pietre dure e vetri colorati. Il busto, che contiene il suo cranio, è presumibilmente opera del 1346 degli orafi Pietro Vanni e Paolo Ghiselli, secondo Giorgio Vasari allievi dei senesi Agostino di Giovanni e Agnolo di Ventura, gli autori del Cenotafio a Guido Tarlati nel Duomo, ed è stato restaurato tra il 2008 e il 2009.

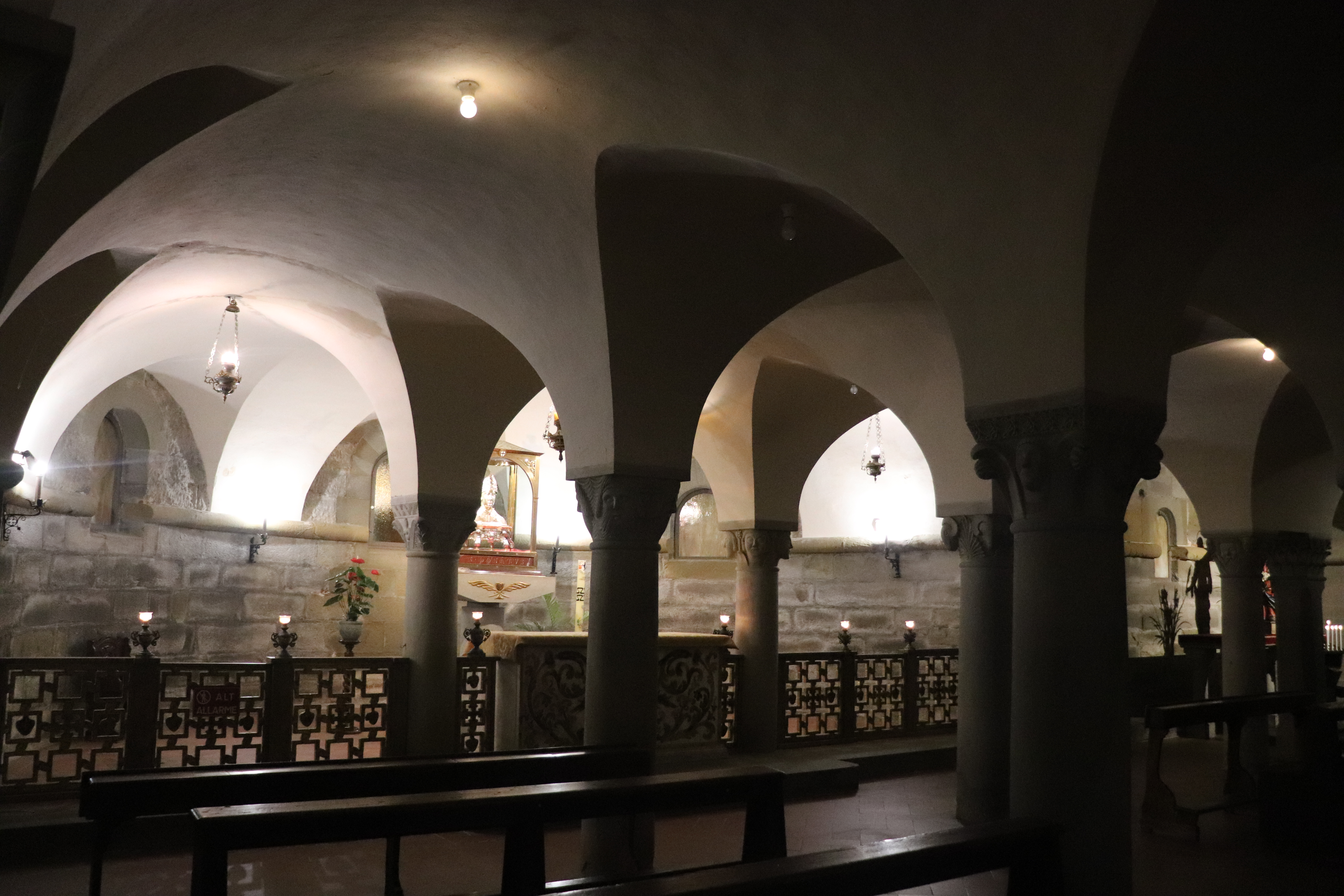
Cripta Santa Maria della Pieve

### Organi a canne
In chiesa esistono due organi.
Quello maggiore, l'organo a canne, si trova nel presbiterio nell'ultima campata di ciascuna delle due navate laterali, in due corpi contrapposti; fu costruito dalla ditta Tamburini nel 1963. Nella campata della navata sinistra è l'organo grande, le cui canne di facciata sono state conservate dallo strumento precedente, mentre nella navata destra si trova una piccola parte di organo corale. Lo strumento opus 465 è interamente a trasmissione elettrica, dotato di 53 registri e con il particolare accessorio delle "Campane". La grande consolle possiede tre tastiere di 61 note ciascuna e una pedaliera concavo-radiale di 32 note.
Nel braccio destro del transetto, a pavimento, si trova un organo positivo barocco costruito nel XVIII secolo. Lo strumento, che è anche suonabile dalla consolle dell'organo maggiore sulla prima tastiera sotto la denominazione "Organo antico", è a trasmissione meccanica, ha un'unica tastiera e una pedaliera a leggio costantemente unita al manuale.